# Skikda (distrito)
Skikda é um distrito localizado na província de Skikda, Argélia. Sua capital é a cidade de mesmo nome. A população total do distrito era de 199 921 habitantes, em 1998.[carece de fontes?]

## História
O distrito moderno tem suas raízes no colonial arrondissement de Philippeville (Philippeville é o antigo nome de Skikda). Primeiramente, Philippeville foi uma subdireção e, em seguida, uma subprefeitura do departamento de Constantina.

## Comunas
O distrito está dividido em três comunas:
- Skikda
- Hamadi Krouma
- Filfla